# Johnny García López
Johnny García López (* 19. Juli 1978 in Guadalajara, Jalisco) ist ein ehemaliger mexikanischer Fußballspieler, der zu Beginn seiner Karriere im Mittelfeld agierte und ab Sommer 2003 in der Verteidigung auflief. 

## Leben
García stammt aus dem Nachwuchsbereich seines Heimatvereins CD Chivas Guadalajara und begann seine Profikarriere in dessen Filialteam CD Tapatío, das zu jener Zeit in der zweiten Liga spielte. 
Nachdem García in die erste Mannschaft aufgestiegen war, bestritt er sein Debüt in der mexikanischen Primera División in einer am 6. Januar 2001 ausgetragenen Begegnung zwischen den Freseros de Irapuato und seinen Chivasi, die torlos endete. Sein erstes Tor in der Primera División erzielte er am 3. März 2001 bei der 2:3-Niederlage Guadalajaras bei Atlético Celaya. 
Nach einem fünfeinhalbjährigen Engagement bei Chivas Guadalajara wechselte er im Sommer 2006 zu dessen US-Filialteam CD Chivas USA, wo er jedoch nur zwei Spiele absolvierte. Nach wenigen Monaten kehrte er nach Mexiko zurück und unterschrieb für die Clausura 2007 einen Vertrag bei den Jaguares de Chiapas, bevor er ein halbes Jahr später zu Santos Laguna wechselte, bei denen er bis zum Ende seiner aktiven Laufbahn Ende 2009 unter Vertrag stand und mit denen er den Meistertitel der Clausura 2008 gewann.
Sein einziges Tor für Santos erzielte García im Viertelfinale der Liguilla der Apertura 2007 beim 3:2-Sieg gegen die Monarcas Morelia, wodurch (nach einem 2:0-Hinspielsieg) der Halbfinaleinzug gesichert wurde.
Sein letztes Spiel in der Primera División bestritt García am 15. November 2009, dem letzten Spieltag der Punktrunde der Apertura 2009, gegen den Club América (1:1).

## Erfolge
- Mexikanischer Meister: Clausura 2008